# Hookeriopsis pallidifolia
Hookeriopsis pallidifolia là một loài Rêu trong họ Hookeriaceae. Loài này được (Mitt.) Geh. & Herzog mô tả khoa học đầu tiên năm 1910.